# Aulis Sallinen
Aulis Sallinen (født 9. maj 1935) er en finsk komponist.
Han arbejdede som musikchef for det finske radiosymfoniorkester fra 1960 til 1970. 
Sallinen har skrevet operaer og er i dag en af Finlands mest kendte operakomponister. Han har skrevet seks operaer, og herudover har han skrevet otte symfonier og andre orkesterværker, flere koncerter, kammermusik og vokalmusik.
Modtog i 1978 Nordisk Råds Musikpris.

## Udvalgte værker
- Symfoni nr. 1 (1971) - for orkester
- Symfoni nr. 2 Symfonisk dialog (1972) - for orkester
- Symfoni nr. 3 (1975) - for orkester
- Symfoni nr. 4 (1979) - for orkester
- Symfoni nr. 5 Washington Mosaics (1985-1987) - for orkester
- Symfoni nr. 6 Fra en newzealandsk dagbog (1989-1990)- for orkester
- Symfoni nr. 7 Drømmene om Gandalf (1995-1996) - for orkester
- Symfoni nr. 8 Efterårs fragmenter (2001) - for orkester
- Cellokoncert (1977) - for cello og orkester
- Natdanse af Don Juan Quixote (1983) - for cello og strygeorkester
- Liv af liv og død (1995) - for baryton, kor og orkester